# Yeh Su-chuan
Yeh Su-chuan (葉素娟T, Yè SùjuānP; 8 maggio 1961) è un'ex cestista taiwanese.

## Carriera
Con Taiwan ha disputato i Campionati mondiali del 1986.